# Takuya Nozawa
Takuya Nozawa (født 12. august 1981) er en japansk fodboldspiller.
Han har spillet for flere forskellige klubber i sin karriere, herunder Kashima Antlers, Vissel Kobe og Vegalta Sendai.